# 8-ма винищувальна дивізія (Третій Рейх)
8-ма винищувальна дивізія (Третій Рейх) (нім. 8. Jagddivision) — винищувальна авіаційна дивізія повітряних сил нацистської Німеччини за часів Другої світової війни.

## Історія
8-ма винищувальна дивізія була сформована 15 червня 1944 року у Відень-Кобенцелі шляхом переформування винищувального командування «Остмарк».

## Командування

### Командири
- оберст Готтардт Гендрік (нім. Gotthard Handrick) (15 червня 1944 — 8 травня 1945).

## Підпорядкованість
| Час                          | Група армій (округ)         | Штаб                        |
| ---------------------------- | --------------------------- | --------------------------- |
| 15 червня 1944 — січень 1945 | I винищувальний корпус      | Відень-Кобенцель            |
| січень — квітень 1945        | IX винищувальний корпус     | Відень-Кобенцель            |
| квітень — 8 травня 1945      | 4-те командування Люфтваффе | Вольфшлайтен (Wolfsleithen) |

## Бойовий склад 8-ї винищувальної дивізії
Формування управління, забезпечення та підтримки
- 218-й авіаційний полк зв'язку (Luftnachrichten Regiment 218);
- 228-й авіаційний полк зв'язку (Luftnachrichten Regiment 228);
- 238-й авіаційний полк зв'язку (Luftnachrichten Regiment 238);
- 248-й авіаційний полк зв'язку (Luftnachrichten Regiment 248).

- 4./100-ї нічної винищувальної ескадри (4. / Nachtjagdgeschwader 100).